# پالامس
پالامس (به اسپانیایی: Palamós) یک شهرستان در اسپانیا است که در استان خرنا واقع شده‌است.

## خصوصیات
پالامس ۱۳٫۸۹ کیلومترمربع مساحت و ۳۰٬۹۶۸ نفر جمعیت دارد و ۳۰ متر بالاتر از سطح دریا واقع شده‌است.